# Bataille de Roan's Tan Yard
Guerre de Sécession
Pour les articles homonymes, voir Roan.
La bataille de Roan's Tan Yard (aussi dénommée Silver Creek) est un combat mineur de la guerre de Sécession, survenu le 8 janvier 1862 dans le comté de Randolph dans le Missouri.
Au début de l'année 1862, des rumeurs puis des observations montrèrent qu'une force de cavalerie sudiste se trouvait dans le comté de Howard, afin de mener des raids dans la région et de recruter de nouveaux soldats.
La localisation de la base sudiste qui se situait à 14 milles au nord-ouest de la ville de la Fayette faite le 7 janvier, une force de cavalerie l'attaque dès le lendemain. En dépit d'un épais brouillard, les Nordistes ne mirent que 40 minutes pour détruire la force ennemie. Mais le brouillard permit à la majorité des Sudistes de fuir sans être rattrapés.

## Forces en présence
Armée de l'Union (450 hommes)
- 4e compagnies, 1er Missouri de Cavalerie (Maj. James M. Hubbard),
- 3e compagnies, 2e Missouri de Cavalerie (connus sous le nom de "Merrill's Horse"), (Maj. Charles B. Hunt),
- 1er Iowa de Cavalerie (Maj. W. G. M. Torrence),
- 4e Compagnie indépendante de cavalerie de l'Ohio (Capt. John S. Foster).

Armée des États confédérés (800 hommes)
- 5e Régiment, 3e Division de la Garde Nationale du Missouri (Col. John A. Poindexter).

## Coût humain
- Nordistes : 6 morts, 19 blessés.
- Sudistes  : 40 morts, 80 blessés, 28 prisonniers.

## Source
- (en) Cet article est partiellement ou en totalité issu de l’article de Wikipédia en anglais intitulé « Battle of Roan's Tan Yard » (voir la liste des auteurs).